# Anastomose (mycologie)

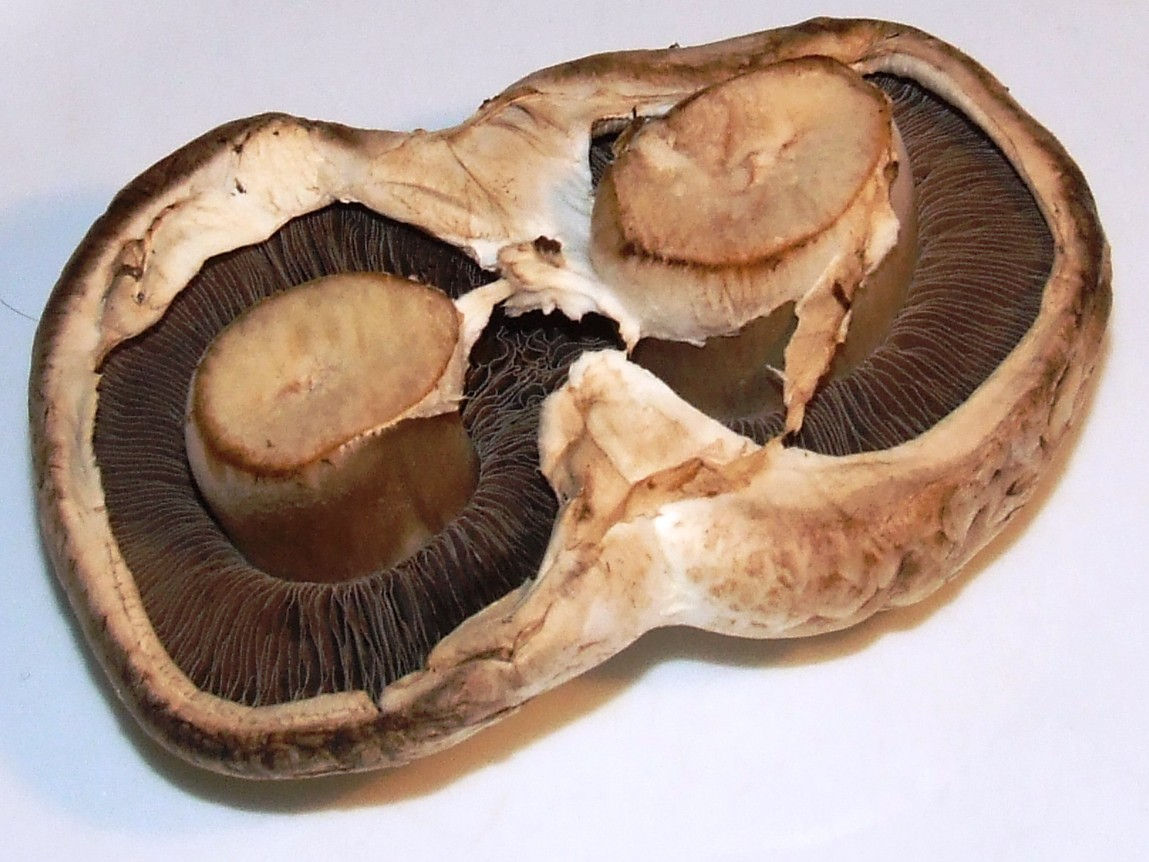
Anastomose de deux hyménophores chez Agaricus bisporus.

Pour les articles homonymes, voir Anastomose.
 (mars 2012).
Si vous disposez d'ouvrages ou d'articles de référence ou si vous connaissez des sites web de qualité traitant du thème abordé ici, merci de compléter l'article en donnant les références utiles à sa vérifiabilité et en les liant à la section « Notes et références ».
En mycologie, l'anastomose est un phénomène qui se produit chez les champignons supérieurs : les cytoplasmes des hyphes fusionnent, mettant ainsi en commun leur matériel nucléaire et cytoplasmique.
Cette mise en commun des matériaux cytoplasmiques peut donner des résultats spectaculaires comme la fusion des sporophores : chapeaux, stipes (pieds) et/ou  lames peuvent ainsi fusionner.

## Processus
Le mycélium fongique est composé de filaments (les hyphes) s'étendant radialement qui établissent çà et là des ponts en des points de contacts tangentiels. Une anastomose entre deux hyphes se réalise par fusion de deux cellules. Les parois des hyphes se rencontrant se résorbent au point de contact et les cytoplasmes fusionnent. L'anastomose est régulée par plusieurs gènes. Ces interconnexions facilitent la dissémination des nutriments, de l'eau et des signaux moléculaires.
L'anastomose des hyphes peut se produire au sein d'une même colonie végétative mais aussi entre colonies différentes pour produire des hétérocaryons où des noyaux génétiquement distincts coexistent dans le même cytoplasme.

## Anastomose des hyménophores
Chez certains genres de champignons, on peut observer une fusion des stipes des hyménophores soit de la cuticule, de la chair et de l'hyménium, que ce soit des lames ou des aiguillons. 
- Des exemples existent chez les genres Agarica, Hydnum et Boletus.

## Concrescence et coalescence
Dans le cas d'une fusion de l'hyménophore on parle de concrescence. Dans le cas d'une fusion des stipes (pieds) on parle de coalescence.

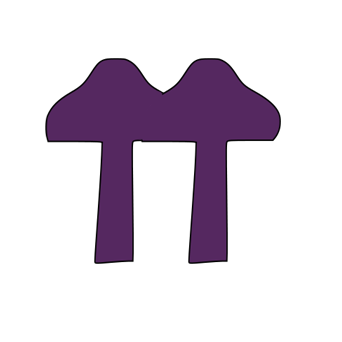
Sporophores concrescents
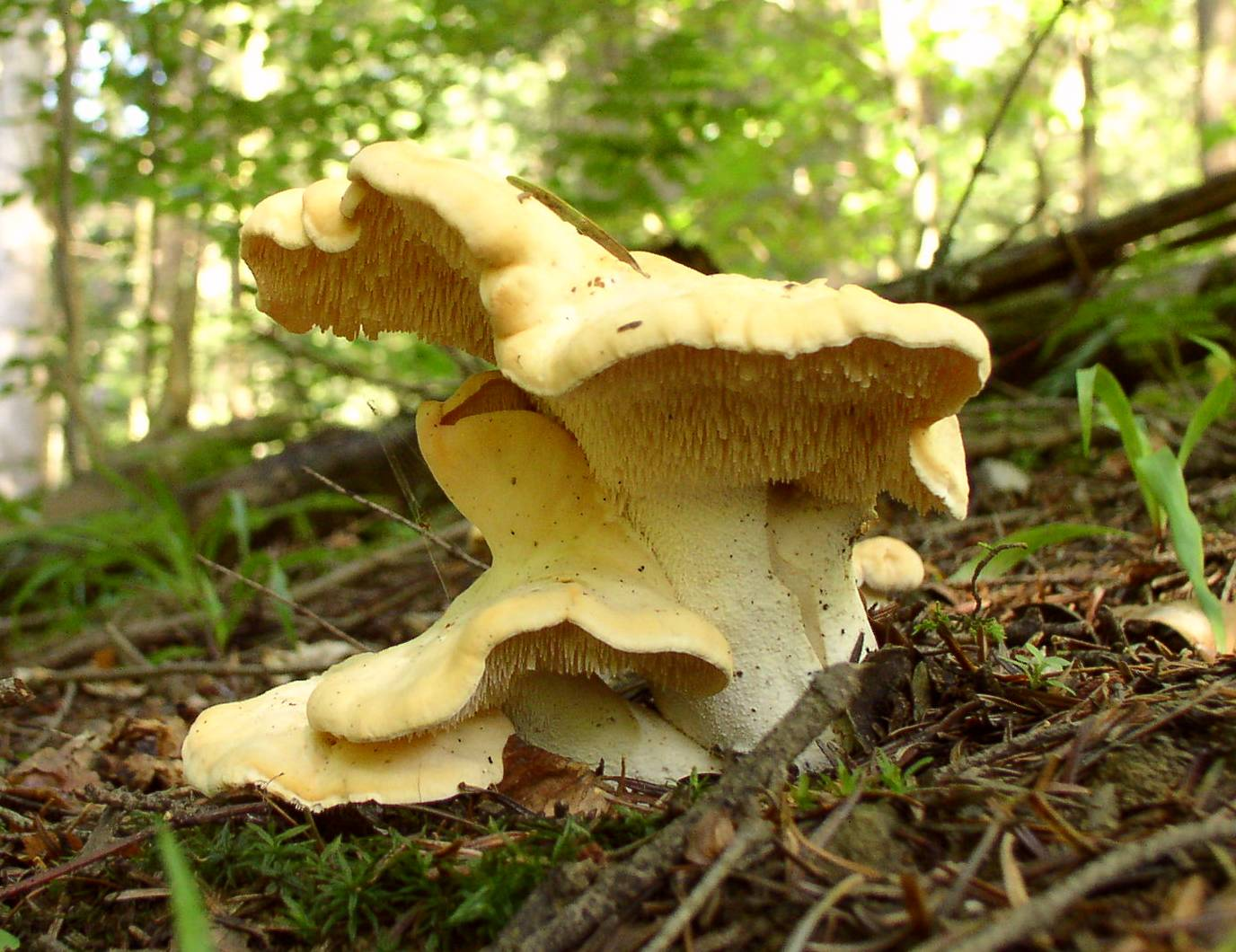
Hydnum repandum
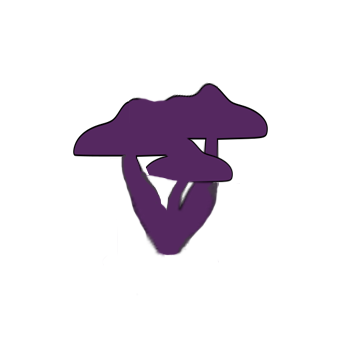
Sporophores coalescents

## Anastomoses des lames et lamelles

Lames anastomosées